# 교황 그레고리오 4세
교황 그레고리오 4세(라틴어: Gregorius PP. IV, 이탈리아어: Papa Gregorio IV)는 제101대 교황(재위: 827년 10월 ~ 844년 1월 25일)이다. 그는 황제 루트비히 1세와 그의 아들들 간에 분쟁이 일어나자 중재를 시도했던 교황이다. 843년에 그는 카롤링거 제국의 분열을 목도하기도 하였다.

## 생애 초기
로마인 귀족 요한네스의 아들인 그레고리오는 겉보기에는 활동적이지만, 내면은 순한 성직자였다고 전해진다. 교황 파스칼 1세가 재위한 시기에 사제로 서품받았으며, 827년 교황 발렌티노가 선종했을 당시 그는 로마의 산 마르코 성당의 사제급 추기경이었다. 전임 교황과 마찬가지로 그레고리오 역시 로마의 귀족들로부터 지명받았으며, 선거인단은 만장일치로 그가 새 교황으로 적법한 인물이라는 것에 동의하였다. 그들은 즉시 산티 코스마 에 다미아노 성당에 있던 그레고리오를 찾아내서, 그의 항의에도 불구하고 강제로 끌고 가 라테라노 궁전에 감금하였다. 결국 그레고리오는 827년 10월 교황직을 받아들였다. 그레고리오가 교황직을 받아들인 연유는 교황 에우제니오 2세 때부터 시작된 로마의 정국을 통제하려는 시도를 이어가기 위한 의도에서 비롯한 것으로 여겨진다.
그러나 그의 주교 서임식은 루트비히 1세 황제가 그의 선출을 받아들이기로 결정한 828년 3월 29일까지 연기되었다. 이렇듯 그의 주교 서임이 지연된 것은 824년 상호조약에 따라 프랑크 황제가 그 타당성을 인정하기 전까지는 새로 선출된 교황은 즉위할 수 없기 때문이었다. 루트비히 1세는 자신의 승인이 떨어지기 전에 그레고리오 4세가 먼저 즉위하려 한 것에 대해 항의했다고 전해진다. 황제지상주의에 따른 이러한 요구사항을 수용한 그레고리오 4세는 828년과 829년에 루트비히 1세에게 여러 가지 사항을 논의하기 위해 사절단을 보냈다.
829년 1월 그레고리오 4세는 로마 교회의 수도원 영지에 대한 권리를 놓고 파르파 수도원과 분쟁에 휘말렸다. 주교와 황제의 대리인을 판관으로 한 법정에서 파르파 수도원장 인고알드는 역대 프랑크 황제들이 수도원 영지에 대한 파르파 수도원의 소유권을 인정했으며, 교황 하드리아노 1세와 교황 레오 3세가 불법적으로 수도원의 소유지를 점거했다고 주장했다. 황제의 대리인은 수도원 편에 서서 판결을 내렸다. 곧 현재 로마 교회가 갖고 있는 땅을 수도원에 돌려주라는 판결이었다. 그레고리오 4세는 그 판결에 순응하지는 않았지만, 이에 대해 항소하려 했다는 이야기는 없다.

## 카롤링거 제국의 내분
그러나 세월이 흐르면서 프랑크 황제에 대한 교황의 의존성은 루트비히 1세와 그의 세 아들인 로타르 1세, 피핀 1세, 루트비히 2세 간의 반목과 다툼이 일어나면서 약해졌다. 829년 루트비히 1세는 817년 협정을 파기하고 제국을 양분하여 자신의 어린 막내아들 카를에게 로타르 1세와 루트비히 2세의 영지를 일부 떼어주고 왕으로 세우기로 결정하였다. 이 같은 황제의 결정에 대해 그레고리오 4세는 프랑크 주교들에게 보낸 서신에서 비판하였다. 루트비히 1세와 그의 아들들 간에 잠시 분쟁과 화해가 있은 지 다음해에 그레고리오 4세는 강제로 수녀원에 들어간 루트비히 1세의 두 번째 아내인 유디트가 풀려나, 루트비히 1세에게 돌아가야 한다는 입장을 밝혔다.
833년 예수 부활 대축일에 루트비히 1세와 그의 아들들 간에 전쟁이 재개된 후, 그레고리오 4세는 로타르 1세로부터 자신과 아버지 사이의 화해를 위해 중재해 달라는 요청을 받게 되었다. 그레고리오 4세는 자신의 중재로 부자 사이를 화해시켜 평화를 이룩하겠다는 일념으로 로타르 1세를 직접 만나기 위해 로마를 떠났으나, 이러한 그의 행동에 대해 루트비히 1세를 따르는 프랑크 주교들은 그가 로타르 1세를 적극적으로 지지한다고 생각하고 분개하였다. 교황의 진정성에 의구심을 떨치지 못한 그들은 교황의 뜻에 따르기를 거부했으며, 심지어는 그가 교황의 자리에서 물러나야 한다는 소리까지 하는 이도 있었다. 자신을 괴롭히는 주교들의 언행에 참다 못한 그레고리오 4세는 성 베드로의 후계자로서 지닌 수위권을 강하게 주장하면서, 교황이 황제보다 더 우월한 위치에 있다고 응답하였다. 그는 다음과 같이 언명하였다.
“그대들은 내가 도착했다는 소식을 들었을 때, 황제와 그의 백성들에게 크게 유익이 될 것이라는 생각 때문에 아주 기쁠 것이라고 공헌하였소. 그대들이 내 소환을 받아들인 것은 황제가 그대들을 막지 않겠다고 이전에 시사했기 때문이라는 말을 덧붙이고 싶소. 그대들은 황제의 명령만큼 사도좌의 명령 역시 중요하게 생각해야 하오. 더욱이 사도좌의 명령은 황제의 명령보다 더 우선한다는 사실을 잊지 마시오. 주교들은 오로지 현세의 통치 체제에 불과한 제국보다 더 중요한 영적 나라에 속해 있소. 내가 맹목적으로 그대들을 파문시키기 위해 왔다는 주장은 허위 사실이며, 또한 내가 황제의 뜻대로 따르기 위해 오겠다면 성대하게 환영해 주겠다는 그대들의 제안은 내게 심히 모욕적인 언사라오. 내가 황제에게 했던 그 맹세들에 관해서 말하자면, 나는 황제가 교회와 그의 나라의 통합 및 평화에 반대되는 행위들을 했다는 점을 지적함으로써 위증죄를 범하지 않았다는 점을 밝히겠소. 평화를 위한 나의 노력에 대해 주교들이 이렇듯 반대하며 위협하고 나선 것은, 교회가 시작한 이래 일찍이 없던 일이었소.”
그러나 대다수 프랑크 주교들은 이러한 교황의 주장에 대해서는 아랑곳 하지 않았다. 그들은 자기 나라 내부 문제에 있어서 군주의 지시를 따르는 성직자들에 대해 교황이 간섭할 권리는 없다고 주장하고 나섰다.
833년 6월 24일 루트비히 1세의 군대와 그의 아들들 중 두 명이 이끈 군대가 콜마르 근처 로트펠트에서 맞닥트렸다. 루트비히 1세의 아들들은 그레고리오 4세에게 루트비히 1세의 야영지로 가서 협상을 중용할 것을 요청했다. 루트비히 1세는 처음에는 그레고리오 4세를 만나는 것을 거부한다는 의사를 밝혔다. 그러나 그레고리오 4세는 루트비히 1세가 자신의 선의를 확신하도록 노력했으며, 평화를 주선하기 위해 로타르 1세에게 돌아갔다. 그러나 이윽고 그는 자신이 로타르 1세에게 속았다는 사실을 깨닫게 되었다. 그레고리오 4세는 루트비히 1세에게 돌아가려고 했으나, 로타르 1세로부터 저지를 당했다. 한편 루트비히 1세는 자신의 지지자들로부터 버림받고, 결국 무조건 항복을 선언하게 되었다. 루트비히 1세는 공개적으로 광장에서 폐위당하는 치욕을 당했으며, 로타르 1세가 스스로 제위에 올라 자신을 황제라고 선언하였다. 일련의 사건을 겪은 후, 그레고리오 4세는 로마로 돌아갔다. 한편 루트비히 1세는 834년에 권좌를 되찾았다. 그리고 자신이 폐위당하는 굴욕을 안긴 사건에 대해 교황에게 따지기 위해 함부르크와 브레멘의 주교인 안스가리오를 필두로 한 대표단을 로마에 보냈다. 그레고리오 4세는 자신의 의도는 나쁜 것이 아니었으며, 루트비히 1세와 그의 아들들 사이의 충돌을 평화적으로 해결하기 위해 애쓴 것이라는 입장을 밝혔다. 이에 루트비히 1세의 대표단은 그의 말을 받아들이고 돌아갔다. 이렇듯 정치에서 실패를 겪은 이후, 그레고리오 4세는 자신의 남은 임기의 대부분을 교회 내부 문제를 처리하는데 보냈다.
836년 로타르 1세는 랑고바르드의 왕으로서 로마 교회의 재산을 약탈하기 시작하자, 그레고리오 4세는 루트비히 1세에게 도움을 요청했다. 이에 루트비히 1세는 그 문제를 조사하기 위해 아드레발드 아빠스를 자신의 칙사를 보냈다. 당시 그레고리오 4세는 병상에 누운 몸이었지만, 황제의 칙사를 직접 만나 조언하는 한편 그에게 로타르 1세의 침략에 대해 소상히 설명하는 서신을 대신 써줄 것을 요청하였다. 그러나 황제의 칙사는 볼로냐에서 로타르 1세의 군대에 가로막혀 통과하지 못했다. 그리고 840년 루트비히 1세가 사망하자, 로타르 1세가 부친의 뒤를 이어 제위를 계승하였고 곧이어 다른 형제들과 내전을 벌이게 되었다. 그레고리오 4세는 형제들 간의 반목과 갈등을 중재하기 위해 라벤나 대주교 제오르지오를 자신의 사절로 파견하였다. 트루아의 프루덴시오에 의하면, 제오르지오는 자신의 임무를 달성하기 위해 노력했지만, 로타르 1세가 그가 자신의 형제들을 만나지 못하도록 방해했기 때문에 실패하고 말았다고 한다. 반면에 안드레아스 아넬루스는 제오르지오가 로마로부터의 독립을 꾀하기 위해 로타르 1세를 매수하려고 시도하다가 퐁트누아 전투에서 포로로 사로잡혔다고 주장하였다. 이후 843년 베르됭 조약이 체결되면서 카롤루스 대제의 제국은 분열되었으며, 로타르 1세는 황제의 지위와 이탈리아의 지배권을 계속 유지하였다.

## 건축과 종교 문제

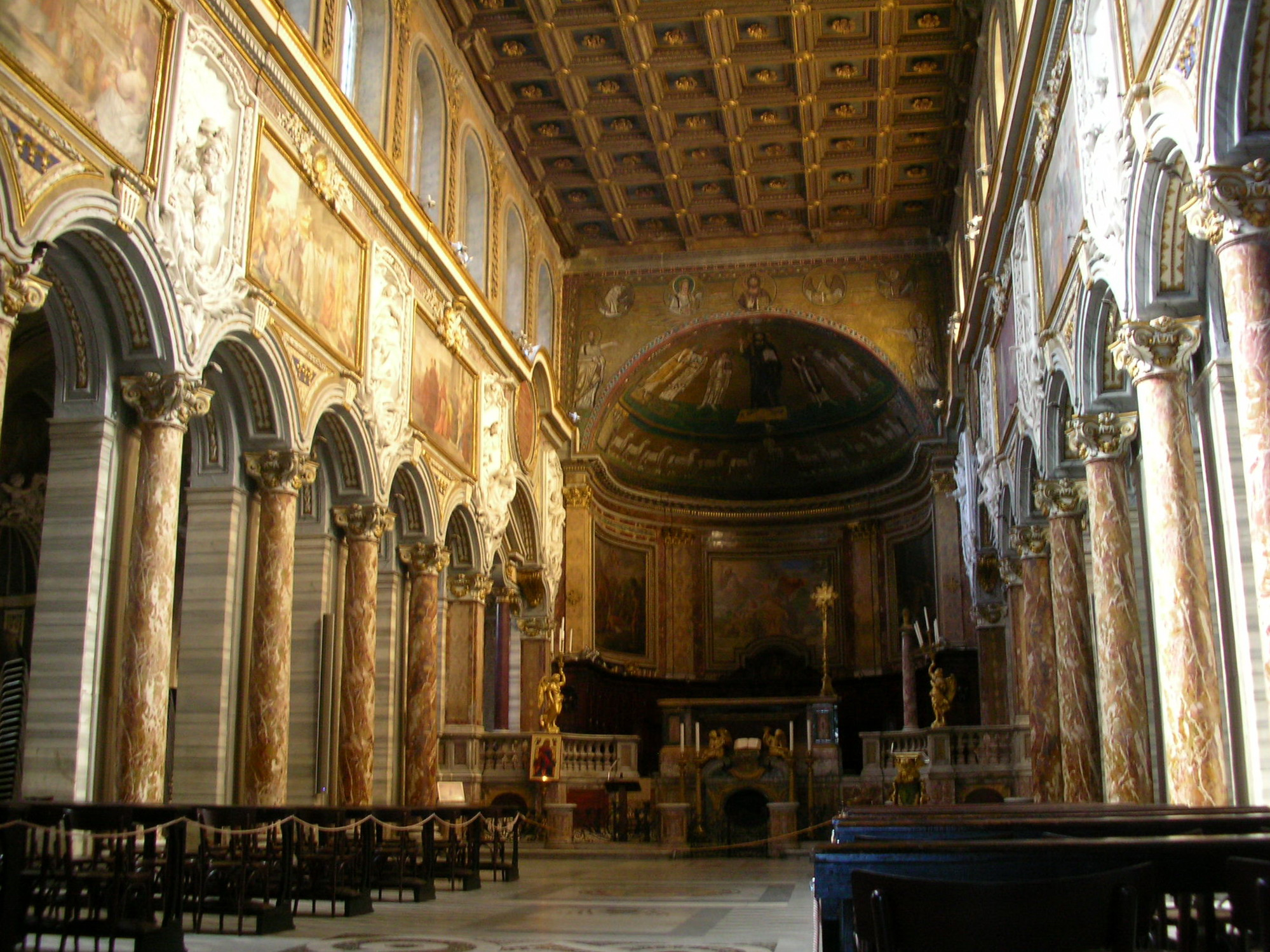
그레고리오 4세의 지시로 산 마르코 성당에 장식된 비잔티움 양식의 모자이크화

한편 그레고리오 4세는 로마의 건축 발전에 크게 기여하였다. 833년 그레고리오 4세는 산 마르코 성당을 비잔티움 양식의 모자이크로 벽을 장식하는 등 완전히 새로운 형태로 탈바꿈하는 등 로마 시내의 많은 성당을 보수하거나 신축하였다. 그는 성 베드로 대성전의 안마당을 새로 포장했으며, 교황 그레고리오 1세의 유해를 대성전 안에 새로 설치한 부속 경당 안에 이장하였다. 그리고 로마의 카타콤베에서 성 세바스티아노와 성 티부르시오, 성 고르고니오의 유해를 다른 곳으로 이장하였다. 더불어 산타 마리아 인 트라스테베레 성당의 제대를 높이 만들고, 성당과 가까운 곳에 수도원을 세우도록 지시하였다.
그레고리오 4세는 또한 교황 레오 3세 재위기간 중에 훼손되었던 트라야나 수도를 보수하였다. 841년에는 사라센족의 침입에 대비하기 위해 오스티아 항구를 다시 지어 요새화하였다. 동시에 그는 포폴리아 가도 언저리에 있는 갈레리아 개척지를 복구하였으며, 테베레 강가를 따라 왼쪽으로 드라라고 불리는 새로운 개척지를 구축하였다. 이곳은 로마로부터 오스티엔시스 가도를 따라 약 17킬로미터 정도 떨어진 곳이었다. 이는 교회 역사상 처음으로 교황이 자신의 관리구역을 토지 개발한 사례가 되었다.
그레고리오 4세의 재위기간 동안 동로마 제국에서는 성화상 논쟁이 종지부를 찍었으며, 교황 자신은 프랑크 제국 영역인 라인강 인근에서 모든 성인 대축일 기념 행사를 성대하게 개최하였다. 그레고리오 4세는 또한 832년에 안스가리오를 함부르크와 브레멘의 주교로 서임했으며, 유럽의 북동부 지역을 담당하는 교황 사절을 겸임하도록 하였다.
844년 1월 25일 그레고리오 4세는 선종하였으며, 시신은 성 베드로 대성전에 안장되었다.